# Maccabi Netanya
Maillots
Actualités
Le Maccabi Netanya Football Club (en hébreu : מועדון כדורגל מכבי נתניה), plus couramment abrégé en Maccabi Netanya, est un club israélien de football fondé en 1934 et basé dans la ville de Netanya.

## Historique
- 1933 : fondation du club

## Bilan sportif

### Palmarès
| Compétitions nationales | Compétitions internationales                                    | |
| \| - Championnat d'Israël (5) : - Champion : 1970-71, 1973-74, 1977-78, 1979-80, 1982-83. - Vice-champion : 1974-75, 1981-82, 1987-88, 2006-07 et 2007-08. - Coupe d'Israël (1) : - Vainqueur : 1977-78. - Finaliste : 1953-54, 1969-70, 2013-14, 2018-19 et 2022-23. - Coupe de la Ligue israélienne (1) : - Vainqueur : 2022-23 - Finaliste : 1986-87 et 1988-89. \| \| - Supercoupe d'Israël (5) : - Vainqueur : 1971, 1974, 1978, 1980 et 1983. - Championnat d'Israël de deuxième division (5) : - Champion : 1941-42, 1963-64, 1998-99, 2013-14, 2016-17. - Vice-champion : 2004-05. - Coupe de la Ligue israélienne de deuxième division (1) : - Vainqueur : 2004-05. \| | - Coupe Intertoto (4) : - Vainqueur : 1978, 1980, 1983 et 1984. | |
| - Championnat d'Israël (5) : - Champion : 1970-71, 1973-74, 1977-78, 1979-80, 1982-83. - Vice-champion : 1974-75, 1981-82, 1987-88, 2006-07 et 2007-08. - Coupe d'Israël (1) : - Vainqueur : 1977-78. - Finaliste : 1953-54, 1969-70, 2013-14, 2018-19 et 2022-23. - Coupe de la Ligue israélienne (1) : - Vainqueur : 2022-23 - Finaliste : 1986-87 et 1988-89. |                                                                 | - Supercoupe d'Israël (5) : - Vainqueur : 1971, 1974, 1978, 1980 et 1983. - Championnat d'Israël de deuxième division (5) : - Champion : 1941-42, 1963-64, 1998-99, 2013-14, 2016-17. - Vice-champion : 2004-05. - Coupe de la Ligue israélienne de deuxième division (1) : - Vainqueur : 2004-05. |

| - Championnat d'Israël (5) : - Champion : 1970-71, 1973-74, 1977-78, 1979-80, 1982-83. - Vice-champion : 1974-75, 1981-82, 1987-88, 2006-07 et 2007-08. - Coupe d'Israël (1) : - Vainqueur : 1977-78. - Finaliste : 1953-54, 1969-70, 2013-14, 2018-19 et 2022-23. - Coupe de la Ligue israélienne (1) : - Vainqueur : 2022-23 - Finaliste : 1986-87 et 1988-89. |  | - Supercoupe d'Israël (5) : - Vainqueur : 1971, 1974, 1978, 1980 et 1983. - Championnat d'Israël de deuxième division (5) : - Champion : 1941-42, 1963-64, 1998-99, 2013-14, 2016-17. - Vice-champion : 2004-05. - Coupe de la Ligue israélienne de deuxième division (1) : - Vainqueur : 2004-05. |

### Bilan européen
Note : dans les résultats ci-dessous, le score du club est toujours donné en premier.
| Saison    | Compétition             | Tour             | Club                | Domicile | Extérieur | Total  |
| --------- | ----------------------- | ---------------- | ------------------- | -------- | --------- | ------ |
| 2007-2008 | Coupe UEFA              | Deuxième tour Q  | UD Leiria           | 0 - 1    | 0 - 0     | 0 - 1  |
| 2008-2009 | Coupe UEFA              | Deuxième tour Q  | Tcherno More Varna  | 1 - 1    | 0 - 2     | 1 - 3  |
| 2009-2010 | Ligue Europa            | Deuxième tour Q  | Sliema Wanderers    | 0 - 0    | 3 - 0     | 3 - 0  |
| 2009-2010 | Ligue Europa            | Troisième tour Q | Galatasaray SK      | 1 - 4    | 0 - 6     | 1 - 10 |
| 2012-2013 | Ligue Europa            | Deuxième tour Q  | KuPS                | 1 - 2    | 1 - 0     | 2 - 2E |
| 2022-2023 | Ligue Europa Conférence | Deuxième tour Q  | İstanbul Başakşehir | 0 - 1    | 1 - 1     | 1 - 2  |

Légende
- Victoire ou qualification pour le tour suivant
- Match nul
- Défaite ou élimination de la compétition

## Personnalités du club

### Présidents
- Kobi Baladev /  Gil Lev

### Entraîneurs
| - Zigrman Vdofrman (1935 - 1936) - Gershon Peskov (1936 - 1937) - Ben Ami Michlis (1937 - 1938) - Armin Weiss (1938 - 1939) - Baruch Feir (1939 - 1940) - Armin Weiss (1941 - 1942) - Jerry Beit haLevi (1943 - 1945) - Jacob Feuer (1946 - 1947) - Armin Weiss (1949 - 1950) - Jerry Beit haLevi (1951 - 1952) - Gershon Meller (1953 - 1954) - Chibi Brown (1954 - 1956) - Gershon Meller (1956) - George Raygesh (1956) - Yitzhak Casspi (1956 - 1957) - Jerry Beit haLevi (1957 - 1960) - Itzhak Schneor (1960 - 1961) - Joseph Tessler (1961 - 1962) - Yitzhak Casspi (1962 - 1963) - Milan Batzitz (1963 - 1965) - Otto Slefnberg (1965 - 1967) - Emmanuel Scheffer (1967) | - Itzhak Schneor (1968 - 1970) - David Schweitzer (1970 - 1971) - Eli Fuchs (1971 - 1972) - Arie Radler (1972 - 1974) - Eliezer Spiegel (1974 - 1975) - Shmulik Perlman (1975 - 1979) - Ya'akov Grundman (1979 - 1981) - Shmulik Perlman (1981 - 1982) - Mordechai Spiegler (1982 - 1984) - Shmulik Perlman (1984 - 1985) - Ze'ev Seltzer (1985 - 1988) - Yehoshua Feigenbaum (1988 - 1990) - Mordechai Spiegler (1990 - 1992) - Shmulik Perlman (1992 - 1994) - Viko Hadad (1994 - 1995) - Shmulik Perlman (1995) - Albert Gazal / Benyamin Lam (1995 - 1996) - Gideon Cohen (1996 - 1998) - Asher Messing (1998) - Uri Malmilian (1998 - 1999) - Motti Ivanir (1999) | - Uri Malmilian (1999 - 2000) - Rami Levy (2000) - Uri Malmilian (2001 - 2002) - Gidi Damti (2002) - Gili Landau (2002 - 2004) - Eli Cohen (2004 - 2004) - Reuven Atar (2004 - 2006) - Eli Guttman (2006 - 2007) - Reuven Atar (2007 - 2008) - Lothar Matthäus (2008 - 2009) - Nati Azaria (2009) - Reuven Atar (2009 - 2012) - Tal Banin (2012 - 2013) - Reuven Atar (2013) - Yossi Mizrahi (2013 - 2015) - Ronny Levy (2015) - Shlomi Dora (2015) - Reuven Atar (2015 - 2016) - Meni Koretski (2016) - Slobodan Drapić (2016 - 2020) - Raymond Atteveld (2020 - ) |

### Joueurs

#### Joueurs emblématiques
- Shraga Bar
- Mordechai Spiegler
- Viorel Tănase